# Julius Braathe
Julius Olaissen „Jul” Braathe (ur. 4 maja 1874 w Trøgstad, zm. 8 czerwca 1914 w Kolbotn) – norweski strzelec, złoty medalista olimpijski.
Wziął udział w dwóch edycjach igrzysk olimpijskich, w latach 1908 i 1912, w Londynie zdobył złoty medal w konkurencji karabin dowolny, trzy postawy, 300 m, drużynowo (indywidualnie zajął 6. lokatę). Ponadto zdobył srebrny medal na Olimpiadzie Letniej 1906. 